# Glansbågmossa
Glansbågmossa (Lescuraea saxicola) är en bladmossart som beskrevs av Molendo in Lorentz 1864. Enligt Catalogue of Life ingår Glansbågmossa i släktet bågmossor och familjen Leskeaceae, men enligt Dyntaxa är tillhörigheten istället släktet bågmossor och familjen Leskeaceae. Arten är reproducerande i Sverige. Inga underarter finns listade i Catalogue of Life.